# كونغ فو شاولين (مسلسل)
كونغ فو شاولين (بالإنجليزية: Xiaolin Showdown)‏: هو مسلسل كرتوني أمريكي من إنتاج شركة وارنر براذرز أنيميشن يحكي عن فتى اسمه اومي واصدقاءه الاربعة كيميكو ورايموندو وكلاي والتنين دوجو الذي يتحسس الشين كونغ وو ومعلمهم السيد فونغ ا ويبدؤون رحلتهم لجمع الشين كونغ وو ويواجهون عدويهم اللدودين جاك سبايسر ووويا الشبح التي كانت لها في ما مضى جسد ويواجهون جنود جاك سبايسر (الروبوتات) وكاتنابي ومحارب النينجا والالي الحرباء·تم عرضه مدبلج بالعربية في سبيستون من مركز الزهرة ومن بعدها عرض الموسم الثاني، والثالث فقط مدبلج في شركة إيمدج برودكشن هاوس، إم بي سي 3.

## قائمة الحلقات
قائمة حلقات كونغ فو شاولين

## الشخصيات

### شاولين
- أومي

هو فتى أصلع قصير القامة وهو تنين الماء بين التنانين المحاربة ويعتبر قائد فريقه.
- - مؤدية الصوت: تارا سترونغ
  - المدبلجة اللبنانية: رانيا مروة
  - المدبلجة السورية: أمل عمران
- كيميكو

هي فتاة عصرية ومتحضرة تحب الألعاب الإلكترونية والحواسيب وهي تنين النار بين التنانين المحاربة.
- - مؤدية الصوت: غراي ديلايل
  - المدبلجة اللبنانية: رينيه عوش
  - المدبلجة السورية: سمر كوكش
- رايموندو

هو فتى برازيلي متحضر ويحب المزاح والقيام بالمقالب هو تنين الريح بين التنانين المحاربة.
- - مؤدي الصوت: توم كيني
  - المدبلج اللبناني: جيمي قزي
  - المدبلج السوري: زياد الرفاعي
- كلاي

هو راعي بقر محترف يحب القيام بتقاليد بلاده وهو يمثل تنين الأرض بين التنانين المحاربة.
- - مؤدي الصوت: جيف بينيت
  - المدبلج اللبناني: طوني الأشقر
  - المدبلج السوري: عادل أبو حسون
- دوجو

هو فتى فرنسي أصلع ‚قصير القامة وهو يشبه أومي كثيرا ولديه نظارات لها عدسات خضراء . وهو تنين الخشب بين التنانين المحاربة.
هو تنين أخضر كان تنين المعلم داشي سابقا، يمكنه أن يصبح تنينا كبيرا طائرا وهو الذي يشعر بأماكن الشين كونغ وو.
- - مؤدي الصوت: واين نايت
  - المدبلج اللبناني: خالد السيد
  - المدبلج السوري: محمد خير أبو حسون
- المعلم فونغ

هو معلم كونغ فو قديم، هو معلم أومي،كيميكو، ريموندو وكلاي وهو يعتبر الشخص الحكيم بينهم.
- - مؤدي الصوت: رينيه أوبرجونوا
  - المدبلج اللبناني: ناجي شامل
  - المدبلج السوري: مروان فرحات

### هايلين
- جاك سبايسر

هو شرير يعمل مع وويا يريد السيطرة على العالم بأغراض الشين كونغ وو مع أتباعه الروبوتات.
- - مؤدي الصوت: داني كوكسي
  - المدبلج اللبناني: داني بستاني
  - المدبلج السوري: رأفت بازو
- وويا

هي ساحرة قديمة أرادت السيطرة على العالم لكن المعلم داشي هزمها وحجزها في صندوق سحري فأصبحت
- - مؤدية الصوت: سوزان سايلو
  - المدبلجة اللبنانية: روزي اليازجي
  - المدبلجة السورية: آمنة عمر

شبحا.
- مالا مالاجونغ

هو محارب شرير قديم كان يعمل لصالح وويا وهو عبارة مجموعة من أغراض الشين كونغ وو مدموجة مع قلب جونغ·
- جيس يونك

هو محارب قوى من أقوى الأشرار له قوة شريرة تمكنه من التحول إلى تنين .

## أغراض الشين كونغ وو
| غرض الشين كونغ وو      | قدراته |
| ---------------------- | --- |
| (فلس حشرة الجندب)      | تمكنك من القفز عاليا مثل الجندب |
| رداء الطنين            | يجعلك ثقيلا ويحميك من جميع الهجمات |
| عين داشي               | تطلق نورا أو برقا قويا |
| وشاح اليد الثالثة      | تعطيك يدا ثالثة يمكنها التمدد |
| قبضة تيبيغونغ          | باستعمالها يمكنك تحطيم أي شيء بضربة واحدة |
| جيتبوتسو               | يمكنك من القدرة على المشي في الهواء |
| عصا القرد              | تعطيك مهارة ورشاقة القرد |
| مشط الشبكة الشابكة     | يمكنه إطلاق حبال تربط العدو ولا يمكنه التحرك أبدا ولكن يصعب استعماله لأنه يحتاج إلى تركيز تام                                                                |
| مخالب النمر الذهبية    | تمكنك من فتح بوابة تنقلك إلى أي مكان تريده |
| عودا الطعام            | يجعلانك صغيرا بحجم حبة الأرز |
| سيف العاصفـة           | يمكنك من إطلاق عاصفة هوائية قوية |
| رداء الـظـلال          | يمكنك من التخفي |
| خودة جونغ              | تمكنك من الرؤية خلفك |
| عين النسر              | يمكنك من الرؤية خلف المواد الصلبة |
| التنين الأزرق الياقوتي | هو أخطر أغراض الشين كونغ وو وعند استعماله فهو يحول كل من في طريقه إلى ياقوت أزرق                                                                             |
| ذيل الافعى             | تجعلك مثل الشبح قادرا على اختراق المواد الصلبة |
| كرة تورنامي            | تطلق مياه يمكنها أن تشكل فيضانا |
| نجم هانابي             | يمكنك من إطلاق شعاع ناري قوي |
| خاتم التنانين التسعة   | يقسم الشخص إلى تسعة أشخاص مثله |
| زهرة لوتس              | تجعل الشخص مطاطيا ومتمددا |
| طائرة لونكي            | تمكنك من الطيران |
| لسان سايبينغ           | يمكنك من التكلم مع الحيوانات |
| مصباح سنتشي            | يأخذ قوة التشي من الأشخاص ويجمعها في شخص واحد |
| قلب جونغ               | يجعل أي شيء جامد حيا، وبدمجه مع رداء الطميم وعين داشي ووشاح اليد الثالثة وقبضة الطيبيغونغ وورداء الظلال وحذاء جاك بوتس وخوذة جونغ يصبح مالا مالا جونغ حيا    |
| المرآة العاكسة         | تعكس قدرة الشين كونغ وو الذي أمامها |
| شوكة الصاعقة القديمة   | تمكنك من إطلاق طاقة كهربائية بواسطتها |
| الأفعى السامة          | تمكنك من ربط اي شخص بها |
| صندل مونسون            | يحول لك رجليك إلى رجلين مطاطيتين |
| ميزان الخنفساء         | هو من الشين كونغ وو الخطيرة محبوس فيه روح شريرة تدعى سابيني بإتحاده مع الأجنحة الملكية تطلق الروح الشريرة وتمتلك طاقة لا تقهر                                |
| الأجنحة الملكية        | هو من الشين كونغ وو الخطيرة بإتحاده مع ميزان الخنفساء التي محبوس فيه روح شريرة تدعى سابيني وبإتحاده مع ميزان الخنفساء تطلق الروح الشريرة وتمتلك طاقة لا تقهر |
| ياقوتة رمسيس           | تمكنك من رفع الاشياء |
| كسرة البرق             | تجعلك بسرعة البرق ولكن للحظات قليلة اي بمعدل ومضة البرق |
| الساعة الرملية         | تمكنك من السفر عبر الزمن |
| مطلق الخيوط            | يمكنك من اطلاق خيوط |
| مدرع الانفاق           | يتحول هذا الشين كونغ وو إلى حفار آلي يمكنك اخذه إلى اي مكان تريد                                                                                             |
| القلادة القمرية        | تمكنك من التحكم في مسار القمر |
| ظل الخوف               | يمكنك من الدخول إلى أحلام الأشخاص الآخرين وتحويلها إلى حقيقة                                                                                                 |
| الأسد المنحني          | يتحول هذا الشين كونغ وو إلى أسد آلي يأخذك اينما اردت |
| خياشيم هماتشي          | تجعل لك خياشيم وزعانف |
| الخنفساء السوداء       | يتحول الشين كونغ بو إلى قارب يمكنه العوم في الحمم |
| العقرب الإمبراطور      | تمكنك من التحكم في مالامالا جونغ |
| عظمة زين زونك          | تطلق ضباباً اصفر كل من يشمه يتحول إلى زومبي خادم لك |
| حجر القمر              | يطلق أحجار قمر صغيرة اخرى وهو الشين كونغ وو الوحيد الذي يستطيع القضاء على بذرة هيلين                                                                         |
| المسدس المشوش          | يطلق ضباباً احمر كل من يشمه يصبح عقله مشوش |
| الذبابة المنشورية      | تمكنك من التحول إلى ذبابة |
| المركبة الكنغر         | يتحول الشين كونغ وو إلى كنغر الي عملاق ينقلك أين ما أردت |
| الينج يويو             | يفتح لك بوابة إلى عالم الينج يونج عند الخروج منه يجب أتحاد اليانج يويو كى لايفقد الشخص الخير خيره والشخص الشرير شره وأيضا تحبس روحه في زجاجة                 |
| نبع ووشان              | تستطيع مسح شئ او حدث معين من ذاكرة العدو |
| الطفل الصغير بيننا     | يتحول هذا الشين كونج وو إلى طفل ذهبي اللون وعملاق قوي جداً جداً جداً                                                                                            |
| كرة يون                | يحبس العدو في كرة من الطاقة |
| نبع هيو                | يعطيك كمية لا محدودة من المعرفة بشكل عشوائي ولكن مع اتحاده مع منظار الصقر يمكنك ان تحدد الشيء الذي تريد معرفته                                               |
| قفاز جيزاكو            | قفاز يمكنه جذب الشين كونغ وو اليك |
| الاصبع الذهبي          | يمكنك من تجميد حركة عدوك فترة مؤقتة |
| المدفع الناسف          | تستطيع الدخول به وتحويل نفسك إلى كرة مدفع |

## الأصوات العربية

### النسخة اللبنانية
- رانيا مروة - أومي
- رينيه عوش - كيميكو
- روزي اليازجي - وويا
- داني بستاني - جاك سبايسر
- خالد السيد - دوجو
- ناجي شامل - المعلم فونغ
- طوني أشقر - كلاي
- جيمي قزي - رايموندو
- سيلينا شويري - كاتنابي
- ميلاد رزق - توشيرو توهوميكو

### النسخة مركز الزهرة
- أمل عمران - أومي
- سمر كوكش - كيميكو
- عادل أبو حسون - كلاي
- زياد الرفاعي - رايموندو
- رأفت بازو - جاك سبايسر
- آمنة عمر - وويا
- محمد خير أبو حسون - دوجو
- مروان فرحات - المعلم فانغ
- هزار الحرك - كانتابي

## وصلات خارجية
- كونغ فو شاولين على موقع IMDb (الإنجليزية)
- كونغ فو شاولين على موقع ميتاكريتيك (الإنجليزية)
- كونغ فو شاولين على موقع روتن توميتوز (الإنجليزية)
- كونغ فو شاولين على موقع كينوبويسك (الروسية)
- كونغ فو شاولين على موقع قاعدة بيانات الفيلم (الإنجليزية)
- صفحة IMDb